# Almeida Maia
Almeida Maia é o pseudónimo literário de Pedro Filipe Almeida Maia, nascido em Ponta Delgada, ilha de São Miguel, Açores, a 29 de junho de 1979. É um psicólogo, escritor e cronista Português.

## Biografia
Pedro Almeida Maia cresceu na Canada dos Ingleses (Freguesia de São José), próximo ao jornalista e escritor Manuel Ferreira. Iniciou os estudos do Ensino Primário na Escola da Vitória EB1/JI de São José, onde escreveu os primeiros textos livres e composições, por influência da professora Maria João, que o apelidou de "Almeida Maia".
Transitou para a Escola Básica Integrada Canto da Maia e, seguidamente, para a Escola Secundária Domingos Rebelo, onde recebeu formação no curso do Agrupamento I - Científica e Natural, destacando-se os ensinamentos da professora de Português, Ana Isabel Serpa.
Licenciou-se em Psicologia na Universidade dos Açores e concluiu o Mestrado Europeu em Psicologia do Trabalho, das Organizações e dos Recursos Humanos (European Master on Work, Organizational and Personnel Psychology), diploma duplo pela Faculdade de Psicologia e de Ciências da Educação da Universidade de Coimbra e pela Faculdade de Psicologia da Universidade de Barcelona, sendo a sua dissertação sobre o clima organizacional. Trabalhou na Irlanda, numa empresa multinacional na área da psicometria, e regressou aos Açores em 2017.

## Antecedentes musicais
Em 1989, teve as primeiras aulas de Educação Musical, no Ensino Preparatório. Em 1992, com 13 anos, iniciou-se na escrita e composição musical para violão, juntando-se posteriormente ao Grupo Folclórico Ilha Verde como tocador e recebendo aulas individuais. Aos 17 anos de idade, em 1996, gravou o primeiro tema e videoclipe em estúdio, para um programa europeu de criatividade. Em 1997, como guitarrista, integrou os Corsários, um agrupamento musical de originais em português que se extinguiu em 2005. Entre 2011 e 2015, acompanhou o projeto acústico Tre-Mozo, como autor e intérprete. Mantém participações noutros projetos como letrista.

## Percurso literário
No ano de 2010, escreveu a sua primeira ficção, o romance policial Bom Tempo no Canal: A Conspiração da Energia, que aborda a indústria da energia geotérmica do arquipélago. O texto venceu o Prémio Literário Letras em Movimento e foi publicado em 2012 pela editora Letras Lavadas, do Grupo Publiçor, com o apoio à primeira edição da Direção Regional da Juventude do Governo dos Açores. Apesar da polémica que rodeou o título escolhido pelo autor, uma tentativa de homenagem ao escritor terceirense Vitorino Nemésio (autor de Mau Tempo no Canal), várias críticas enalteceram o seu trabalho.
Em 2013, seguiu-se Capítulo 41: A Redescoberta da Atlântida, sequela policial do anterior. Aborda a possibilidade de os Açores já terem sido visitados por outros povos antes da época dos Descobrimentos portugueses, além de a localização da Atlântida perdida de Platão poder ter sido onde hoje se localizam os Açores. Em Lisboa, o livro foi apresentado por Miguel Real; no Porto, por Joaquim Fernandes. O romance inspirou o espetáculo de dança Atlântida e integrou o Plano Regional de Leitura no ano letivo de 2013/2014.
Em 2014, escreveu Nove Estações, que ficou entre os trabalhos selecionados para a 4.ª edição da Mostra LabJovem (Concurso de Jovens Criadores dos Açores, 2014), organizada pela Associação Cultural Burra de Milho e pela Direção Regional da Juventude, sendo o júri da área da literatura constituído por Joel Neto, Nuno Costa Santos e Rui Zink. O texto mereceu crítica do jornalista e Diretor-Adjunto do Correio dos Açores Santos Narciso, no ano em que foi considerado Escritor do Ano pelo mesmo jornal. No ano letivo de 2023/2024, integrou o Plano Regional de Leitura.
Na poesia, venceu o Prémio Discover Azores 2014, organizado pela associação cultural MiratecArts, com o poema "Vinhas e Epigeus", que descreve os rituais da vindima em quatro cantos, com a seguinte abertura: O doce marulhar sussurrava, distante, hesitante, / por entre acervos de lava negra, estendidos, abertos, / como cabelos de uma ninfa, garras de um tal Deus. / E a luz subiu, para aquecer as vinhas e epigeus. / A encosta reluziu, espelhou o amor de Apolo, / e as criaturas acordaram na verdade do seu colo.
Na literatura infantil, ainda em 2014, participou como coautor no arranque do projeto baseado na Psicologia Vamos Sentir com o Necas, a série de livros integrada no Panorama Editorial de 2015 do Boletim do Núcleo Cultural da Horta, editando Os Vencedores do Medo, que integra o Plano Regional de Leitura desde 2014/2015, e O Primeiro Dia de Aulas. A coleção atualmente editada pela Minotauro (editora do Grupo Almedina) ensina estratégias que contribuem para que as crianças lidem com as emoções de forma sustentada e foi escrita em conjunto com as psicólogas Célia Barreto Carvalho e Suzana Caldeira.
Em 2017, editou o livro de poesia A Escalada de um Manco, que consiste em onze cantos acerca da persistência humana perante o erro e a adversidade, pelas edições e-manuscrito®, iniciativa conjunta da Associação Portuguesa de Escritores e da plataforma Escritores.online.
Em 2018, iniciou-se no guionismo, como roteirista, escrevendo o argumento da série televisiva Islanders, cujo anúncio para o episódio piloto Under The Light surgiu em 2019. O projeto iniciou-se por convite da produtora e atriz Ana Lopes, inspirada no livro Capítulo 41: A Redescoberta da Atlântida, com Hugo França no cargo de realizador. A série tencionava relatar eventos insólitos ligados ao passado das ilhas dos Açores.
No ano de 2019, editou o romance de ficção intitulado A Viagem de Juno, um trabalho de Cli-Fi (Climate Fiction) que coloca os Açores e o mundo no ano de 2049, enfrentando alterações climáticas adversas, numa era em que a aviação civil quase foi abandonada e as pessoas deslocam-se em confortáveis comboios magnéticos subaquáticos. Esta publicação foi integrada no Plano Regional de Leitura dos Açores no ano letivo de 2019/2020 e recebeu crítica positiva.
Em 2020, escreveu "O Parto da Saudade", um ensaio para a revista literária grotta que descreve um episódio da sua vivência na República da Irlanda e as dificuldades encontradas durante aquele período.
Ainda em 2020, editou Ilha-América, romance que aborda as questões da emigração ilegal açoriana, situando o leitor em 1960, período áureo da história da ilha de Santa Maria. Com base em relatos verídicos, a linha narrativa central refere-se à história de um jovem de 16 anos que se introduz no vão da roda dianteiro de um avião com intenção de viajar para os Estados Unidos furtivamente. A crítica jornalística evidência a irreverência da escrita descrevendo a obra como uma "visão original e lapidar da nossa experiência como povo andarilho", considerando-o um "romance fundamental do nosso cânone, da nossa História" e "mais um grande romance a enriquecer a literatura açoriana", entre outras recensões. O livro foi lançado em Ponta Delgada por Onésimo Teotónio Almeida e Vamberto Freitas; em Vila do Porto, ilha de Santa Maria, foi apresentado por António Sousa Monteiro. No ano letivo de 2023/2024, integrou o Plano Regional de Leitura.
Em 2022, publicou em Lisboa, com a Cultura Editora, o romance A Escrava Açoriana, uma ficção com base em acontecimentos dos finais do século XIX sobre a escravatura branca açoriana. Incorpora relatos reais da época numa personagem feminina, Rosário, que abandona Ponta Delgada rumo ao Império do Brasil em busca de uma vida melhor. Caracterizando os Açores num tempo de supremacia masculina, o autor enaltece o papel da mulher numa sociedade onde ainda persistem desequilíbrios. O romance inspirou a peça de dança contemporânea Açorada, pelo 37.25 Núcleo de Artes Performativas, e foi agraciado pela crítica como “uma narrativa de grande fôlego” (Onésimo Teotónio Almeida) ou “um romance soberbo e bastante original” (Telmo R. Nunes) com “uma escrita vibrante, irónica, visual e às vezes remota nos seus açorianismos ocasionais” (João de Melo), entre outras recensões. No ano letivo de 2023/2024, integrou o Plano Regional de Leitura.
Em 2023, publicou A Força das Sentenças, novela vencedora do Prémio Literário Manuel Teixeira Gomes. A distinção da Câmara Municipal de Portimão foi atribuída por voto unânime do júri, composto por Idalina Rodrigues, Mila Mariano e Carlos Café, de entre 120 concorrentes, "pela originalidade, pela criatividade e pela linguagem metafórica". O texto foi reeditado em Lisboa, pela Cultura Editora, em abril de 2024.
Em 2025, publicou em Lisboa, com a Cultura Editora, o romance Condenação, uma ficção inspirada na história verdadeira e largamente documentada de um gangster açoriano nos Estados Unidos da década de 1920, indivíduo que esteve envolvido no processo de Sacco e Vanzetti, um dos casos legais mais mediáticos e mais estudados de sempre, que condenou injustamente os anarquistas italianos Nicola Sacco e Bartolomeu Vanzetti à cadeira elétrica. O romance foi considerado "um daqueles livros de cortar a respiração e revelar peripécias inauditas de um açoriano em terras norte-americanas" (Luís Soares Almeida) que "representa um exercício de ficção histórica notável pela sua articulação entre a pesquisa documental rigorosa e a elaboração literária" (António Pedro Costa).

## Outros contributos

### Crónica
No género crónica, entre 2011 e 2014 escreveu sobre música e artes na rubrica de sua autoria "Pavilhão Auricular", publicada no jornal semanário Terra Nostra. Durante o ano de 2014, passou a assinar a sátira "Cronicista" no jornal faialense Fazendo. Durante o ano de 2020, escreveu sobre a psicologia do trabalho na rubrica "Recursos dos Humanos", para o jornal Açoriano Oriental, textos posteriormente republicados nos jornais Ilha Maior e Portuguese Times (EUA). No âmbito da candidatura de Ponta Delgada a Capital Europeia da Cultura, projeto Azores 2027, escreveu "Umbigo Micaelense" em 2022 para a revista #9 Bairros. Também contribuiu para os jornais Diário Insular, Correio dos Açores, Diário dos Açores e Mundo Lusíada (Brasil).

### Conto
No conto, estreou-se com "Batéis de Lava" na edição comemorativa do 180º aniversário do jornal Açoriano Oriental (2015). Em 2018, "O Galheteiro de Prata" foi um dos dez selecionados para a Antologia de Contos do Centro de Estudos Mário Cláudio. Em 2019, participou na coletânea Este ano desembrulha o espírito de Natal da editora Letras Lavadas, com "A Olaria da Esquina". Em 2020, escreveu o conto "O Abraço do Priolo" para a revista eletrónica Enfermaria 6. Ainda em 2020, "O Templo de Ganferton" foi publicado na revista literária brasileira Vício Velho. "Aura das Dores" foi a contribuição do autor para a edição internacional comemorativa do centenário do PEN Clube Português intitulada Os Dias da Peste, publicada pela Gradiva em 2021. Em 2022, integrou o terceiro número da antologia Avenida Marginal, editora Artes e Letras, com "O Treinador de Pombos". No mesmo ano, o conto "Deslaço" foi um dos vários textos do autor selecionados para a Nova Antologia de Autores Açorianos, com organização de Helena Chrystello. Em 2023, o conto "A Viagem Fechada" foi publicado no terceiro volume da coletânea Viagens, pela editora Letras Lavadas, depois de ter sido revelado no quinto episódio da série televisiva Work In Progress, de Luís Filipe Borges (RTP). Em 2025, o conto "O Adepto da Bisca" saiu no número 15 da revista Oresteia: Literatura, Filosofia, Ciências Sociais e Artes, posteriormente republicado no jornal LusoPresse (Canadá). No mesmo ano, "A viúva Zelinda" encerrou a rubrica Alfabeto Global, um projeto coordenado por Paulo Kellerman para o Jornal de Leiria.

### Poesia e outras contribuições
Em 2014, publicou o poema "Vinhas e Epigeus" no jornal Fazendo, Horta. Em 2022, o poema "Terra Seca" foi incluído no livro Muito Mais que Paisagem: 100 anos de Pedro da Silveira, editado pela Companhia das Ilhas, Madalena do Pico. Durante o ano de 2024, contribuiu com doze textos (mensais) sobre doze pinturas de Cristina Troufa, para o catálogo «Obras de Capa: Exposição Itinerante», por Jorge Vilela, edição comemorativa dos 5 anos da Descendências Magazine, Porto.

### Associativismo e participação cívica
Pedro Almeida Maia foi membro co-fundador do NEPSIC (Núcleo de Estudantes de Psicologia da Universidade dos Açores). Fez parte do núcleo fundador da PENA (Plataforma de Escrita Nova Açoriana), uma iniciativa que pretendia enaltecer a leitura e divulgação da literatura açoriana. Mais tarde, em 2014, integrou igualmente o Colectivo NAU (Novos Autores Unidos), um agrupamento a nível nacional constituído pelo próprio e também por: Ana Saragoça, Carla M. Soares, Cristina Drios, João Rebocho Pais, Paulo M. Morais, Raquel Serejo Martins e Sónia Alcaso. É membro associado efetivo do PEN Clube Português desde 2019. Em 2024, foi co-assinante inicial do «Manifesto pelo Desenvolvimento Humano e por uma Ideia de Futuro na Região Autónoma dos Açores».

## Lista de publicações

### Prosa
- Bom Tempo no Canal: A Conspiração da Energia (2012)
- Capítulo 41: A Redescoberta da Atlântida (2013)
- Nove Estações (2014)
- A Viagem de Juno (2019)
- Ilha-América (2020)
- A Escrava Açoriana (2022)
- A Força das Sentenças (2023)
- Condenação (2025)

### Infantojuvenil
- Os Vencedores do Medo (2014)
- O Primeiro Dia de Aulas (2014)

### Poesia
- Vinhas e Epigeus (2014)
- A Escalada de um Manco (2017)

### Participações
- "Batéis de Lava" (conto): Edição comemorativa do 180º aniversário do jornal Açoriano Oriental (2015)
- "O Galheteiro de Prata" (conto): Antologia de contos do Centro de Estudos Mário Cláudio (2018)
- "A Olaria da Esquina" (conto): Este ano desembrulha o espírito de Natal, pp. 5-6 (2019)
- "O Parto da Saudade" (ensaio): Revista literária grotta - arquipélago de escritores, vol. 4, pp. 24-29 (2020)
- "O Abraço do Priolo" (conto): Revista literária eletrónica Enfermaria 6 (2020)[40]
- "O Templo de Ganferton" (conto): Revista literária brasileira Vício Velho (2020)[41]
- "Aura das Dores" (conto): Edição comemorativa do centenário do PEN Clube Os Dias da Peste (2021)
- "A Pose" (conto): Sorrisos de Pedra: 31 variações sobre desenhos de Judy Rodrigues, pp. 116-120 (2021)
- "Terra Seca" (poesia): Muito Mais que Paisagem: 100 anos de Pedro da Silveira, Companhia das Ilhas (2022)
- "O Treinador de Pombos" (conto): Avenida Marginal - Ficções, Ponta Delgada III, pp. 133-140 (2022)
- "Umbigo Micaelense" (crónica): Candidatura Azores 2027, revista #9 Bairros, pp. 21-23 (2022)[31]
- "Nave-Mãe" (conto): Exposição A (im)possibilidade de uma ilha, pp. 108-109 (2022)
- "Deslaço" (conto): Nova Antologia de Autores Açorianos, pp. 219-224 (2022)
- "The Cliff" (poesia): Into the Azorean Sea: bilingual anthology of Azorean poetry, pp.365-368 (2023)
- "A Viagem Fechada" (conto): Viagens vol. III, pp. 137-144 (2023)
- "Adepto da Bisca" (conto): Oresteia: Literatura, Filosofia, Ciências Sociais e Artes, n.º 15 (2025)[33]
- "A Viúva Zelinda" (conto): rubrica Alfabeto Global, Jornal de Leiria (2025)

## Prémios e distinções
- Prémio Literário Letras em Movimento 2010 — Bom Tempo no Canal: A Conspiração da Energia
- Plano Regional de Leitura, desde 2013/2014 — Capítulo 41: A Redescoberta da Atlântida[6]
- Prémio Discover Azores 2014 — "Vinhas e Epigeus"
- Escritor do Ano 2014, pelo jornal Correio dos Açores
- Plano Regional de Leitura, desde 2014/2015 — Os Vencedores do Medo[6]
- Antologia de Contos do Centro de Estudos Mário Cláudio 2018 — "O Galheteiro de Prata"[32]
- Plano Regional de Leitura, desde 2019/2020 — A Viagem de Juno
- Plano Regional de Leitura, desde 2023/2024 — Nove Estações[6]
- Plano Regional de Leitura, desde 2023/2024 — Ilha-América[6]
- Plano Regional de Leitura, desde 2023/2024 — A Escrava Açoriana[6]
- Prémio Literário Manuel Teixeira Gomes 2023 — A Força das Sentenças[23][24][25][26]
- Escritor do Ano 2024, pela Associação Internacional dos Colóquios da Lusofonia[42]